# Franciszek Skorusa
Franciszk Skorusa (ur. 2 lipca 1940 w Chochołowie, zm. 3 października 2010 we Wrocławiu) – polski duchowny katolicki, kapelan honorowy Jego Świątobliwości, proboszcz parafii NMP Nieustającej Pomocy we Wrocławiu- Muchoborze Małym, budowniczy kościoła. 

## Życiorys
Urodził się w wiejskiej rodzinie jako jedno z dziewięciorga dzieci Marii z domu Garczek i Wojciecha Skorusów. Po ukończeniu Szkoły Podstawowej w Chochołowie, kontynuował naukę w Liceum im. Seweryna Goszczyńskiego w Nowym Targu. Po zdaniu matury w 1958 r., wstąpił do Wyższego Seminarium Duchownego w Krakowie. Od 1961 r. studia kontynuował w Metropolitalnym Wyższym Seminarium Duchownym we Wrocławiu. W latach 1962–1964 odbywał służbę wojskową w jednostce saperskiej w Krośnie Odrzańskim. 
Święcenia kapłańskie przyjął 24 czerwca 1966 r. z rąk biskupa Andrzeja Wronki. Posługiwał jako wikariusz w następujących parafiach: Matki Boskiej Pocieszenia w Oławie (1966–1969), Wniebowzięcia Najświętszej Maryi Panny w Lubawce (1969–1971), św. Jadwigi we Wrocławiu-Leśnicy (1971–1974), św. Michała Archanioła w Polkowicach (1974–1977), śś. Apostołów Piotra i Pawła w Legnicy (1977–1980).
W 1980 r. został mianowany proboszczem parafii Matki Bożej Szkaplerznej i św. Eliasza w Głębowicach w dekanacie Wołów. Jednak już w 1981 r. został delegowany jako wikariusz do parafii św. Michała Archanioła we Wrocławiu na Muchoborze Wielkim. Zamieszkał w budynku starej kaplicy na osiedlu Muchobór Mały. Przez kolejne dwa lata współpracował z księdzem kanonikiem Aleksandrem Obercem, przygotowując budowę kościoła na Nowym Dworze, prowadząc katechezę oraz rozwijając pracę duszpasterską na miejscu, w kaplicy. W związku z podziałem parafii Muchobór Wielki w marcu 1983 r. został proboszczem parafii Najświętszej Maryi Panny Nieustającej Pomocy na Muchoborze Małym. Funkcję tę sprawował do końca życia. Dzięki Jego wytrwałym staraniom po sześciu latach parafia otrzymała akt notarialny potwierdzający lokalizację nowego kościoła. Ogromne zaangażowanie i podjęty osobiście trud zaowocowały konsekracją nowej świątyni zaledwie po 11 latach budowy w roku 2000. Jego nietuzinkowa osobowość i otwartość do ludzi przyczyniła się do rozkwitu życia duchowego wspólnoty parafialnej.
Nie ograniczał jednak pracy duszpasterskiej jedynie do swojej parafii. W latach 2001–2010 sprawował funkcję dziekana dekanatu Wrocław-Zachód I. W latach 2004–2006 był dyrektorem Wydziału Duszpasterskiego Kurii Metropolitalnej Wrocławskiej, a od 2009 był diecezjalnym duszpasterzem ludzi pracy Archidiecezji Wrocławskiej. W roku 1998 Jan Paweł II nadał Mu tytuł Kapelana Honorowego Jego Świątobliwości.
Zmarł nagle w niedzielne popołudnie 3 października 2010 r. w przeddzień swoich imienin. Został pochowany na placu przy kościele na Muchoborze Małym. Uchwałą Rady Miasta Wrocławia z dnia 17 września 2020 r. został patronem skweru na osiedlu Muchobór Mały we Wrocławiu.